# 月の珊瑚
『月の珊瑚』（つきのさんご）は、奈須きのこによる日本の短編SF小説。

## 概要
2010年12月21日にTOHOシネマズ六本木ヒルズで開催され、全国各地の映画館やUstreamでインターネット上でライブ配信された『坂本真綾の満月朗読館』第4夜用に書き下ろされた短編小説。イラストは奈須と同じくゲームブランド・TYPE-MOONに所属している武内崇と、イラストレーターの逢倉千尋が担当している。本番での朗読は声優の坂本真綾が行っており、坂本の朗読に合わせてスクリーンにufotable制作のムービーが上映された。
TOHOシネマズ六本木ヒルズと全国の映画館では朗読文が掲載されたブックレットが販売された。また星海社の公式ホームページ・最前線で2010年12月21日から2011年1月20日までの間、朗読されたものとは異なるオリジナル版の小説が公開された。また星海社FICTIONSから「星海社朗読館シリーズ」として2011年10月に発売された。
また2012年7月7日から、佐々木少年によるコミカライズの連載が最前線のページ上で開始された。
コンセプトは「かぐや姫」あるいは「月姫3000」。『月姫』や『空の境界』『Fate』『魔法使いの夜』と世界観を同じくする、“退廃的なイフ”と位置付けられている。

## 世界観
西暦は失われており、数えるのであればおよそ3000年にあたる。人類は高度な文明成長を遂げ、地球規模のポールシフトにも耐えきったが、同時に人類は繁殖への意欲を低下させ、存亡の危機に立たされていた。その中でそれに危機感を抱いた一部の人間たちは人類復興委員会なる組織を作って人類の生命としての原点に立ち返ろうと画策している。一方で科学の発展と地球の人口飽和によって月へ移住した人類は、地球人の衰退が始まった頃に地球との交信を絶っており、その数十年後には月に住んでいる人類自体が消え失せてしまっている。
物語は地球の、綺麗な珊瑚で覆われている小さな島にあるコロニーが舞台となる。

## 登場人物
語り部の少女
人口50人程の小さな島に住んでいる少女。“お姫（ひい）さん”と呼ばれている。
月から降りてきたという女性の末裔であり、珊瑚で囲まれているその島の希少価値もあって求婚者が後を絶たない。やってくる求婚者にはかぐや姫の難題のような条件を突き付け、結果として幾人もの求婚者を退けている。もっとも人間嫌い、男性嫌いな訳ではなく、人を愛するということが理解できていないための行動であり、愛というものが難題に比するものであるはずであるという気持ちを抱いている。田舎暮らしのためか文字を書く事が出来ない。
後述の月の娘の末裔。無性生殖による繁殖を行うため、その本質はクローン人間である。誕生時の個性は、その日の月の満ち欠けによって決定するらしい。
漫画版では求婚者と会見する際には御簾越しで、長髪の鬘に仰々しい和服をめかしこんでいる。
月の娘
月面に住む人々によって、月の生活の安定と発展のために作られた装置。
見た目は亜麻色の髪をした少女のもので、研究者によって和服のようなドレスを着させられている。ただし腕は石柱のような無機質の見た目をしている。月の魂を具現化したような存在であり、月に接続されている限りあらゆる資源や現象を提供する事が出来る。人間ではなく珪素体であるため会話や歩行は出来ず、手も地表と一体化しているが、意志や自我は持っている。
月の人々が誰もいなくなった後も一人きりで月を管理し続けていたが、ある時月にやってきた宇宙服の男と出会う。彼に恋をした少女は徐々に人間へと近づいていくが、それは月では生きていけなくなることを意味していた。彼は少女を生かす為に彼女をロケットで地球へと送ったが、そのロケットは一人乗りであったため彼は月に残った。そして彼女が落着した場所には緑が蘇り、晩年の彼女が海に身を沈めて以来、満月の夜に光輝く「月の珊瑚」が群生するようになったとされる。
地球の男
人類が滅んだ後の月に一人で現れた男性。
遺伝子操作による優秀種を先天的に生み出すデザインベビーの第二段階“本人の意思で止まらない心臓”を持って生まれた。しかし生まれつき音が聴きとれない障害を持っており、一方通行の会話しか成立できない。その事もあって人付き合いに消極的になり、人の無い月では一度着たら二度とは脱げない宇宙服を着て、月に行けるが帰ってこれない宇宙船で渡来してきた。
漫画版で判明したその容姿は『月姫』の主人公、遠野志貴、あるいは『空の境界』の登場人物、黒桐幹也に酷似している。
小人
少女が住む島にやってきた人形程の大きさの男性。
姿形も宇宙服のブリキの人形そのもので、同じく小さな乗り物にのって現れた。とある人物の依頼で、少女にボイスレコーダー機能のついた貝殻を渡し、彼女から物語の提供を受ける事になる。乗ってきた宇宙船は見た目よりはるかに広い容量の物を収納できる大きさになっている。その正体は地球の男の後継機。
アリシマの君
語り部の少女へ求婚に来ていた男性。
条件として少女に“月のサカナ”を持って来るように言われるも、その返答を前に島を去った。島への交通手段は飛行機を使う他に無いので、それなりの富裕層出身である事がわかる。
漫画版では人類復興委員会の仲介・要請を受けて島にやってきた求婚者の一人、自尊心が高く口の上手い長髪の男性貴族として描かれている。姫は自分と結婚するのは人類の義務であると嘯くものの、態度は真摯かつ紳士的であり悪人ではない。
イセ
語り部の少女の屋敷に仕える女性。漫画版に登場。
姫の最側近であるようで、求婚者たちへの取り次ぎや姫の教育にもかかわっているかの描写がある。基本的に姫に従う立場のようであるが、姫曰く小言を漏らす事もあるらしい。
スイ
語り部の少女の屋敷に仕える女性。漫画版に登場。
感情がやや希薄で、少し飄々とした性格。姫に対しても対等であるかのような口調で話す。
ユズクラ室長代理
地球の男の上司。漫画版に登場。
地球の男のことを想っていたようだが、彼は月に旅立ってしまう。その後は月の娘が落ちて来た島を調査しに調査隊と共に来ていた。数百年後に彼女の一族が語り部の少女（月の娘の末裔）が住む島の管理者になっている。その容姿は『月姫』の弓塚さつきに酷似している。
イヌマイチヒコ技術員
自殺した同僚。漫画版に登場。
彼も地球の男と同じデザインベビーである。

## 朗読会

### スタッフ
- 朗読：坂本真綾
- 朗読原作：奈須きのこ
- イラストレーション：武内崇、逢倉千尋
- ムービー制作：ufotable
- 配給：東宝株式会社 映像事業部
- 司会：古木のぞみ
- 制作：星海社
- 製作総指揮：太田克史

### 中継会場
- 新宿バルト9
- TOHOシネマズ 府中
- 横浜ブルク13
- TOHOシネマズ 川崎
- TOHOシネマズ 名古屋ベイシティ
- 敷島シネポップ
- T・ジョイ 京都
- 広島バルト11
- 天神東宝

## 関連商品
星海社朗読館 月の珊瑚（2011年10月13日発売、ISBN 978-4-06-138816-1）
星海社FICTIONSより、星海社朗読館シリーズ第4夜（第4巻）として発売。
CD2枚組。箱入り装丁で、フルカラーブックレット同梱。
星海社COMICS 月の珊瑚
作画・佐々木少年。星海社COMICSより単行本が発売。
1. 2014年3月10日発売、ISBN 978-4-06-369514-4
2. 2019年5月26日発売、ISBN 978-4-06-515705-3

星海社COMICS 月の珊瑚 愛蔵版
作画・佐々木少年。上記のコミックスのB5判サイズの合本愛蔵版。
- 2019年5月26日発売、ISBN 978-4-06-515706-0

春と月と空と（2012年4月30日発表）
同人サークル「竹箒」より、COMIC1☆6にて頒布。
B5サイズ同人誌。本作と『空の境界』「京都、春。」の線画・作画設定集。